# Jean-Michel Faure
Jean-Michel Faure (* 1941 Alžír) je katolický biskup a generální představený Kněžského společenství apoštolů Ježíše a Marie. Byl blízkým spolupracovníkem arcibiskupa Lefebvra, založil a vedl seminář FSSPX v Argentině a distrikt FSSPX v Mexiku.

## Život
Dle prohlášení Generálního Domu FSSPX byl v roce 2014 z řad FSSPX vyloučen pro spolupráci s vyloučeným biskupem Williamsonem a kritiku vedení biskupa Fellaye, dle svých vlastních slov v rozhovoru z 18. března 2015 však zprávu o svém vyloučení dosud neobdržel („Poslední zpráva, kterou jsem náhodou zaslechl, bylo druhé varování e-mailem. Po zítřku tedy bude Bratrstvo sv. Pia X. mít opět 4 biskupy! Raději by mě měli rychle vyhodit.“)
19. března 2015 jej biskup Williamson bez svolení papeže vysvětil na biskupa. V roce 2016 založil Kněžské společenství Ježíše a Marie (SAJM) a stal se jeho generálním představeným.